# Nyfes
Nyfes (Νύφες) — "Brides" en inglés, "Novias" es una película griega de 2004 dirigida por Pantelis Voulgaris con guion de Ioanna Karystiani. El film cuenta con Victoria Haralabidou y Damian Lewis, y la fotografía es de Giorgos Arvanitis. Ambientado en 1922, es la historia de una novia por correo, una de las 700, que, a bordo del buque SS King Alexander, se enamora de un fotógrafo estadounidense. Ella va en dirección a Chicago, dónde le espera su futuro marido, y adónde se dirige a un matrimonio destinado al fracaso.
El filme fue apoyado por el cineasta estadounidense Martin Scorsese, quién consta en los títulos de crédito como productor ejecutivo.

## Reparto y Personajes
- Damian Lewis como Norman Harris.
- Victoria Haralabidou como Niki Douka.
- Andréa Ferréol como Emine.
- Evi Saoulidou como Haro.
- Dimitri Katalifos como Capitán.
- Irini Iglesi como Miss Kardaki.
- Evelina Papoulia como Marion.
- Steven Berkoff como Karaboulat.